# 이진숙 방송통신위원회 위원장 탄핵소추
이진숙 방송통신위원회 위원장 탄핵소추는 이진숙 방송통신위원(장관급)이 방송통신위원회 상임위원 운영에 있어서 필요한 5인 체제가 아닌, 2인 체제로 공영방송 이사 선임안을 의결하였다는 점과 과거 MBC에서 재직 시절 노동조합의 활동을 방해하고, 파업에 참여한 PD와 기자를 해고하였다는 점에서 두 가지 헌법 위반이 주장되었다. 전자는 방통위의 입법 취지를 위반하였다는 점이고, 후자는 언론의 자유를 위반하였다는 것이다. 그리하여 헌법을 위반한 혐의로 국회에서 탄핵을 소추한 일이다. 재판관 8인 중 4인 기각 및 4인 인용으로, 기각되었다.

## 배경
방송통신위원회의 설치 및 운영에 관한 법률에 따르면, "심의위원회 위원(이하 "심의위원"이라 한다)은 대통령이 위촉한다. 이 경우 3인은 국회의장이 국회 각 교섭단체 대표의원과 협의하여 추천한 사람을 위촉하고, 3인은 국회의 소관 상임위원회에서 추천한 사람을 위촉한다"라고 밝히고 있다. 그러나 이진숙 방통위원장은 김태규 방통위 부위원장과 함께 2인 체제로, EBS 사장 선임계획, KBS 감사 임명을 강행하였다.

## 정치권의 탄핵 추진
더불어민주당을 비롯한 6개의 야당은 이진숙 방통위원장에 대해 탄핵소추안을 발의하였다. 국민의힘은 반대 차원에서 표결하지 않았고, 소추안은 150개 표 이상을 받게 되어 가결되었으며, 헌법재판소에서 평의를 시작하였다. 이진숙 방통위원장은 취임 3일만에 탄핵소추안이 가결되며 직무가 정지되었다.
| 대한민국 국회 방송통신위원회 위원장(이진숙) 탄핵소추안 | 대한민국 국회 방송통신위원회 위원장(이진숙) 탄핵소추안 |
| 재적 300명 중 과반인 151명 동의 필요                   | 재적 300명 중 과반인 151명 동의 필요                   |
| 선택                                                   | 득표                                                   |
| ------------------------------------------------------ | ------------------------------------------------------ |
| 가                                                     | 186 / 300                                              |
| 부                                                     | 1 / 300                                                |
| 무효                                                   | 1 / 300                                                |
|                                                        |                                                        |
| 미투표                                                 | 112 / 300                                              |

## 선고 결과
헌법재판관 4인이 기각을, 4인이 인용을 결정하며, 탄핵소추안 통과에 필요한 6인 이상이 찬성하지 않아 기각되었다. 기각 이후 이진숙 방통위원장은 직무에 복귀하였다.